# Estação Niquía
A Estação Niquía é uma das estações do Metrô de Medellín, situada em Bello, seguida da Estação Bello. Administrada pela Empresa de Transporte Masivo del Valle de Aburrá Limitada (ETMVA), é uma das estações terminais da Linha A.
Foi inaugurada em 30 de novembro de 1995. Localiza-se no cruzamento da Autopista Norte com a Rodovia 62. Atende o bairro Niquía, situado na comuna de Niquía.

## Localização
A estação é meio de comunicação terrestre com a zona norte do Vale do Aburrá, que inclui os municípios de Copacabana, Girardota e Barbosa, assim como fábricas e ginásios esportivos que se encontram na zona norte da cidade, como o Parque Recreativo Comfama, o Parque de las Aguas, o “Venturopolis” e o Santuario da Catedral de Nossa Senhora do Rosário de Girardota, um dos principais centros de peregrinação católica dentro da Região Metropolitana. À estação chegam outros serviços de transporte público que movem os usuários do metrô que se deslocam entre a zona norte e a zona sul do Vale do Aburrá.